# DCP2
DCP2 (англ. Decapping mRNA 2) – білок, який кодується однойменним геном, розташованим у людей на короткому плечі 5-ї хромосоми. Довжина поліпептидного ланцюга білка становить 420 амінокислот, а молекулярна маса — 48 457.
| 10         |  | 20         |  | 30         |  | 40         |  | 50         |
| ---------- |  | ---------- |  | ---------- |  | ---------- |  | ---------- |
| METKRVEIPG |  | SVLDDFCSRF |  | ILHIPSEERD |  | NAIRVCFQIE |  | LAHWFYLDFY |
| MQNTPGLPQC |  | GIRDFAKAVF |  | SHCPFLLPQG |  | EDVEKVLDEW |  | KEYKMGVPTY |
| GAIILDETLE |  | NVLLVQGYLA |  | KSGWGFPKGK |  | VNKEEAPHDC |  | AAREVFEETG |
| FDIKDYICKD |  | DYIELRINDQ |  | LARLYIIPGI |  | PKDTKFNPKT |  | RREIRNIEWF |
| SIEKLPCHRN |  | DMTPKSKLGL |  | APNKFFMAIP |  | FIRPLRDWLS |  | RRFGDSSDSD |
| NGFSSTGSTP |  | AKPTVEKLSR |  | TKFRHSQQLF |  | PDGSPGDQWV |  | KHRQPLQQKP |
| YNNHSEMSDL |  | LKGKNQSMRG |  | NGRKQYQDSP |  | NQKKRTNGLQ |  | PAKQQNSLMK |
| CEKKLHPRKL |  | QDNFETDAVY |  | DLPSSSEDQL |  | LEHAEGQPVA |  | CNGHCKFPFS |
| SRAFLSFKFD |  | HNAIMKILDL |  |            |  |            |  |            |

A: Аланін

C: Цистеїн

D: Аспарагінова кислота

E: Глутамінова кислота

F: Фенілаланін

G: Гліцин

H: Гістидин

I: Ізолейцин

K: Лізин

L: Лейцин

M: Метіонін

N: Аспарагін

P: Пролін

Q: Глутамін

R: Аргінін

S: Серин

T: Треонін

V: Валін

W: Триптофан

Кодований геном білок за функціями належить до гідролаз, фосфопротеїнів. 
Задіяний у таких біологічних процесах, як альтернативний сплайсинг, поліморфізм. 
Білок має сайт для зв'язування з іонами металів, РНК, іоном марганцю. 
Локалізований у цитоплазмі, ядрі.